# Myrmecophilus nigricornis
Myrmecophilus nigricornis är en insektsart som beskrevs av Lucien Chopard 1963. Myrmecophilus nigricornis ingår i släktet Myrmecophilus och familjen Myrmecophilidae. Inga underarter finns listade i Catalogue of Life.